# 千種村 (千葉県)
千種村（ちぐさむら）は、かつて千葉県市原郡に存在し、昭和の大合併により廃止された村である。現在の千葉県市原市の北部（五井地区・姉崎地区）に所在する。

## 地理
市原郡（郡域はほぼ現在の市原市と重なる）の北西部に位置した村であり、北西側に東京湾に面する。1916年（大正5年）時点で、北東に五井町、東に東海村、南から西に姉崎町と接する。
1916年（大正5年）に編纂された『千葉県市原郡誌』によれば、青柳（あおやぎ）、今津朝山（いまづあさやま）、柏原（かしわばら）、白塚（しらつか）、松ケ島（まつがしま）の5区（いずれも町村制施行以前の旧村＝大字）からなっていた。

## 歴史

### 町村制施行以後の行政区画変遷年表
- 1889年（明治22年）4月1日 - 町村制施行に伴い、青柳村・今津朝山村・柏原村・白塚村・松ヶ島村が合併し市原郡千種村が発足。
- 1955年（昭和30年）3月30日 - 五井町に編入され消滅。
- 1963年（昭和38年）5月1日 - 五井町・市原町・三和町・姉崎町・市津町が合併し、市原市が発足。五井町は消滅。